# Benavites
Benavites là một đô thị ở comarca Camp de Morvedre cộng đồng Valencia, Tây Ban Nha. Đô thị này có diện tích 4,27 km², dân số thời điểm năm 2006 là 636 người.